# Debelo Brdo I
Debelo Brdo I is een plaats in de gemeente Gospić in de Kroatische provincie Lika-Senj. De plaats telt 66 inwoners (2001).